# Мажидов, Аднан Хамидович
Аднан Хамидович Мажидов (род. 17 октября 1956) — танцор, художественный руководитель ансамблей танца «Вайнах» и «Нохчо», Народный артист Чеченской Республики, помощник министра культуры Чеченской Республики, член Совета при президенте Российской Федерации по культуре и искусству.

## Биография
В 1987 году окончил Государственную академию театрального искусства по специальности «режиссёр балета». Работал артистом балета в ансамбле танца «Вайнах». В 1987 году в составе группы постановщиков программы ансамбля танца «Вайнах» ему была присуждена Государственная премия Чечено-Ингушской АССР в области литературы и искусства. В 1989 году стал дипломантом Всесоюзного конкурса солистов и балетмейстеров ансамблей народного танца. В 1990 году был одним из создателей ансамбля «Нохчо». В 1996 году был назначен художественным руководителем ансамбля «Вайнах». Под его руководством ансамбль завоевал Гран-при международных конкурсов «Бурса — 98» (Турция) и «Сицилия — 99» (Италия). Мажидов постановил ряд хореографических номеров в спектаклях Грозненского русского драматического театра имени М. Ю. Лермонтова и Чеченского драматического театра имени Ханпаши Нурадилова.
С 2001 года работал в Министерстве культуры Чечни начальником отдела искусств и учебных заведений. В 2004 году назначен заместителем министра культуры Чечни. В 2007 году возглавил отдел искусств и творческих проектов в Комитете правительства Чеченской Республики по делам молодёжи. С 2018 года член Совета при президенте Российской Федерации по культуре и искусству. С 2021 года входит в состав Совета по культуре при Главе Чеченской Республики.

## Награды и звания
- Заслуженный деятель искусств Чеченской Республики — 2008;
- Народный артист Чеченской Республики — 2005;
- медаль «За заслуги перед Чеченской республикой» — 2007;
- целый ряд ведомственных наград.